# (879) Ricarda
(879) Ricarda es un asteroide perteneciente al cinturón de asteroides descubierto el 22 de julio de 1917 por Maximilian Franz Wolf desde el observatorio de Heidelberg-Königstuhl, Alemania.
Está nombrado en honor de la poetisa alemana Ricarda Huch (1864-1947).
Forma parte de la familia asteroidal de María.